# Live in Memphis
Live in Memphis è il quarto home video della cantante canadese Céline Dion. È stato registrato il 14-15 marzo 1997 a Memphis (Tennessee) durante il Falling into You Tour ed è stato pubblicato su VHS il 20 novembre 1998. Doveva uscire su DVD in Giappone il 27 febbraio 2008, ma la pubblicazione è stata posticipata.

## Descrizione
Include interpretazioni live prima mai pubblicate di brani tratti dal suo album, vincitore di molti dischi di platino, Falling into You. Il programma, di 17 canzoni, contiene anche una rara interpretazione di "The Power of the Dream" (brano scritto esclusivamente per i Giochi della XXVI Olimpiade nel 1996 ad Atlanta, Georgia) e del brano degli Isley Brothers, "Twist and Shout". Nel concerto Céline ha interpretato anche "River Deep, Mountain High"; anche se la performance di questo brano è stata inclusa nella versione televisiva del concerto, non lo è stata nel VHS.
Tre performance live da questo concerto ("Beauty and the Beast", "To Love You More" e "Because You Loved Me") sono state poi incluse nel DVD All the Way... A Decade of Song & Video del 2001.

## Successo
Ha ottenuto il disco d'oro in Canada (50,000 copie) e Francia (10,000 copie).

## Tracce
1. "Love Can Move Mountains" (intro instrumental)
2. "The Power of Love"
3. "Seduces Me"
4. "All by Myself"
5. "If You Asked Me To"
6. "Misled"
7. "Beauty and the Beast"
8. "Declaration of Love"
9. "Pour que tu m'aimes encore"
10. "J'irai où tu iras"
11. "It's All Coming Back to Me Now"
12. "To Love You More"
13. "Le ballet"
14. "Love Can Move Mountains"
15. "Call the Man"
16. "The Power of the Dream"
17. "Twist and Shout"
18. "Because You Loved Me"
19. "Declaration of Love" (outro instrumental)